# Centaur (planetă minoră)

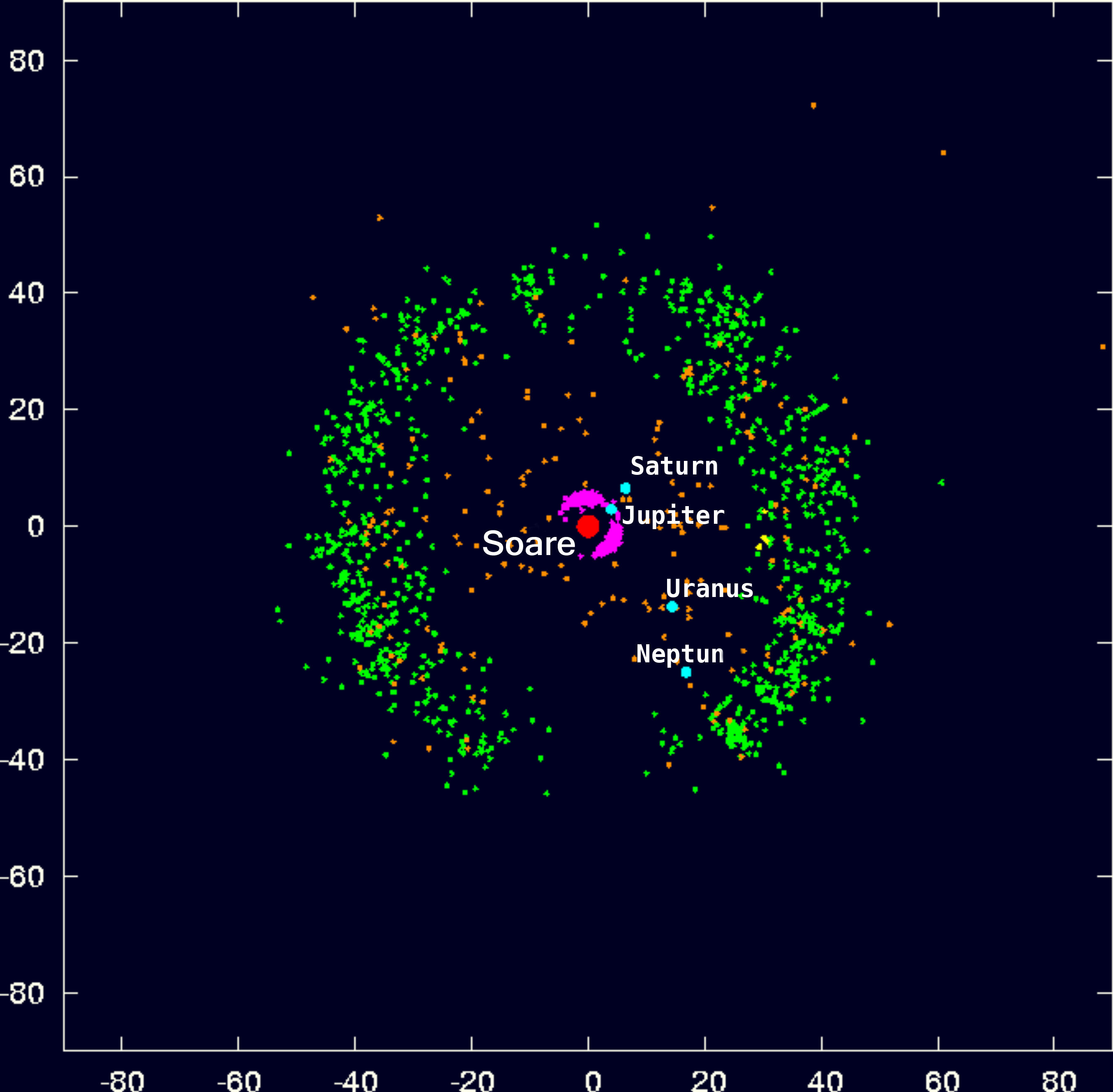
Poziția obiectelor cunoscute din Sistemul solar exterior. Centaurii sunt obiectele care (în oranj) sunt în general în Centura Kuiper (în verde) și în afara Troianilor lui Jupiter (roz).

Centaurii sunt corpuri mici din Sistemul solar cu o semiaxă majoră între giganții gazoși. Ei au, prin urmare, orbite instabile care trec sau au trecut prin orbitele uneia sau mai multor planete gazoase, și au vieți dinamice de câteva milioane de ani. Caracteristicile Centaurilor sunt foarte asemănătoare cu cele ale unui asteroid sau cometă. Aceștea sunt denumiți în cinstea unei rase mitologice, centauri, care erau un hibrid dintre cal și om. S-a estimat că în Sistemul Solar sunt aproximativ 44 de mii de centauri cu un diametru mai mare de 1 km.
Primul centaur descoperit a fost 944 Hidalgo în 1920. Cu toate acestea, el nu a fost recunoscut ca un corp aparte până nu a fost descoperit 2060 Chiron în 1977. Cel mai mare centaur cunoscut este 10199 Chariklo, descoperit în 1997, cu un diametru de 260 km, el este atât de mare ca un asteroid din centura de asteroizi.

## Teorii asupra originii
Studiul dezvoltării orbitelor centaur a condus recent la un număr mare de descoperiri neașteptate, dar nu este încă posibil să se construiască un model clar asupra originii acestora datorită datelor limitate privind parametrii fizici ai acestor corpuri.
Modelarea arată că una dintre principalele surse de centauri este centura Kuiper, de unde pot fi aruncate ca urmare a perturbațiilor gravitaționale. Partea internă a discului împrăștiat poate servi și ca sursă de acest tip de obiecte în unele cazuri, dar culorile lor nu se încadrează în schema centaur cu două culori. Dar o schemă de culori similară are plutino - corpuri care sunt în rezonanță orbitală cu Neptun. Se presupune că, datorită perturbațiilor gravitaționale de la Pluto, nu toate rețelele pluto pot avea orbite stabile, dar un număr de puncte din această ipoteză au nevoie de o explicație mai detaliată.